# Skenperspektiv

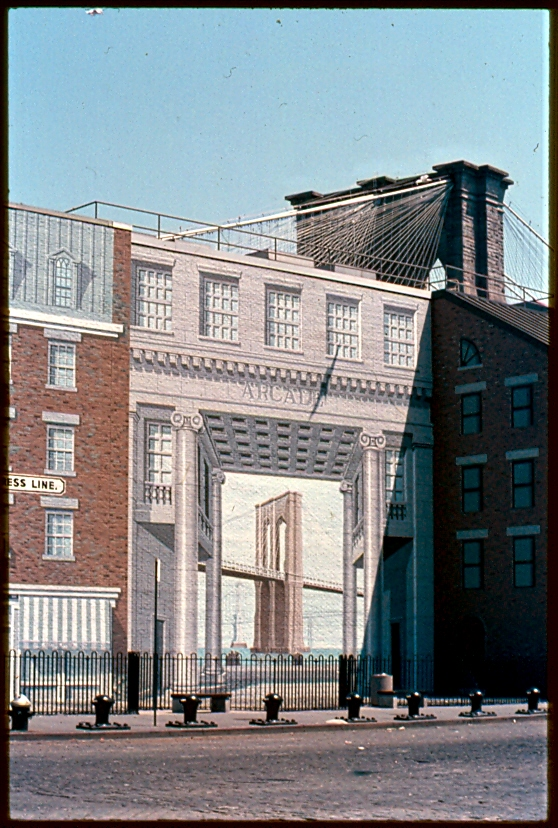
Skenperspektiv i New York

Skenperspektiv är ett begrepp inom konsten, där ett vägg-, valv- eller perspektivmåleri vill locka fram föreställningen att bildrummet är en fortsättning på det reella rummet. Inom måleriet är flyktpunktsperspektivet en flitigt vald teknik, för att åstadkomma illusionen av ett rumsligt djup. Under barockens epok blev bland andra Giovanni Battista Gaulli och Andrea Pozzo berömda för sin förmåga att "lura ögat" genom sitt takmåleri.